# 얼스터스코트인
얼스터스코트인(스코트어: Ulstèr-Scotch fowk, 아일랜드어: Albanaigh Uladh)은 아일랜드의 민족 중 하나로,  절대 다수가 얼스터 지방에 산다. 스코틀랜드 저지대 출신 장로교도들이 얼스터로 이주해온 것이 그 기원이다.
얼스터스코트인들은 제임스 6/1세에게 쫓겨난 게일인 귀족들의 땅을 불하받아 대농장을 일구었고, 이에 따라 원래 계획에 없었던 후발 이민자들이 계속 생겨나 세력을 이루게 되었다.
얼스터스코트인들은 다시 아일랜드에서 미국으로, 또는 영국의 다른 식민지들(캐나다, 호주, 뉴질랜드, 남아프리카, 서인도, 인도 등)로 진출했다.

## 같이 보기
- 앵글로아일랜드인
- 영국계 미국인
- 스코틀랜드의 역사
- 미국으로의 이민
- 충의 오렌지단
- 아일랜드
- 연합 아일랜드인회
- 얼스터
- 얼스터 왕당파
- 얼스터 스코트어
- 아일랜드의 연합주의
- 윌리엄 3세